# Sekaran (Sekaran)
Sekaran is een bestuurslaag in het regentschap Lamongan van de provincie Oost-Java, Indonesië. Sekaran telt 4600 inwoners (volkstelling 2010).